# Mahmud Al-Taryreh
Mahmud Al-Taryreh es un deportista jordano que compite en taekwondo. Ganó una medalla de bronce en el Campeonato Mundial de Taekwondo de 2023, en la categoría de –58 kg.

## Palmarés internacional
| Campeonato Mundial | Campeonato Mundial | Campeonato Mundial | Campeonato Mundial |
| Año                | Lugar              | Medalla            | Categoría          |
| ------------------ | ------------------ | ------------------ | ------------------ |
| 2023               | Bakú (Azerbaiyán)  | Medalla de bronce  | –58 kg             |